# Sea Dart
El Sea Dart es un misil antiaéreo británico diseñado por Hawker Siddeley Dynamics y producido desde 1977 por British Aerospace (BAe).
Forma parte del armamento principal de los destructores Tipo 42 (en servicio en la Marina Real británica y la Armada Argentina), del destructor Tipo 82 (HMS Bristol) y de los portaaviones ligeros clase Invincible.

## Historia
El Sea Dart comenzó siendo el proyecto CF.299 de Hawker Siddeley, un diseño de misil para reemplazar a los Sea Slug, la primera generación de misiles antiaéreos de largo alcance de la Marina Real Británica. Los primeros Sea Dart entraron en servicio en el destructor HMS Bristol, el único de los Tipo 82, antes de que fueran dados de alta los nuevos destructores Tipo 42. El sistema de misiles Sea Dart también equipó a los portaaviones clase Invincible, pero fueron retirados en unas mejoras realizadas entre los años 1998 y 2000 destinadas a ampliar el área de la cubierta de vuelo y las inferiores y coincidiendo con la entrada de los nuevos aviones Harrier GR.9.

## Diseño
El Sea Dart es un misil de dos etapas, de 4,4 m de largo y un peso de 550 kg. Es lanzando usando un cohete propulsor complementario de combustible sólido que lo acelera hasta la velocidad supersónica necesaria para operar autónomamente con su motor de crucero, un ramjet Rolls-Royce (Bristol Aerojet) alimentado de queroseno. Le proporciona una velocidad superior a 2,5 Mach y a diferencia de otros modelos, el motor permanece encendido durante todo el vuelo, permitiendo una óptima maniobrabilidad en su fase final en largas distancias. Es capaz de alcanzar objetivos a más de 30 millas náuticas (56 km) y a altitudes superiores a los 10 000 metros. Secundariamente tiene la capacidad de ser empleado contra pequeñas embarcaciones de superficie, siendo probado contra un patrullero de la clase Brave, aunque su carga explosiva es demasiado pequeña para infligir daños significativos a barcos de mayor desplazamiento.
El guiado combina una navegación a la estima y un de radar semiactivo en la fase final, siendo los blancos identificados por un radar Tipo 1022 (en un principio fueron radares Tipo 965) e iluminados por dos radares Tipo 909. Este sistema permitía en sus primeras versiones adquirir dos blancos simultáneamente, aunque posteriormente fue mejorado para operar con más objetivos. Un lanzador doble y que se carga automáticamente desde las cubiertas inferiores es el que se emplea para abrir fuego. El lanzador original empleado en el Bristol era notablemente mayor al que luego se utilizó en los destructores Tipo 42 y la clase Invinvible.

## Servicio operacional

### Guerra de las Malvinas

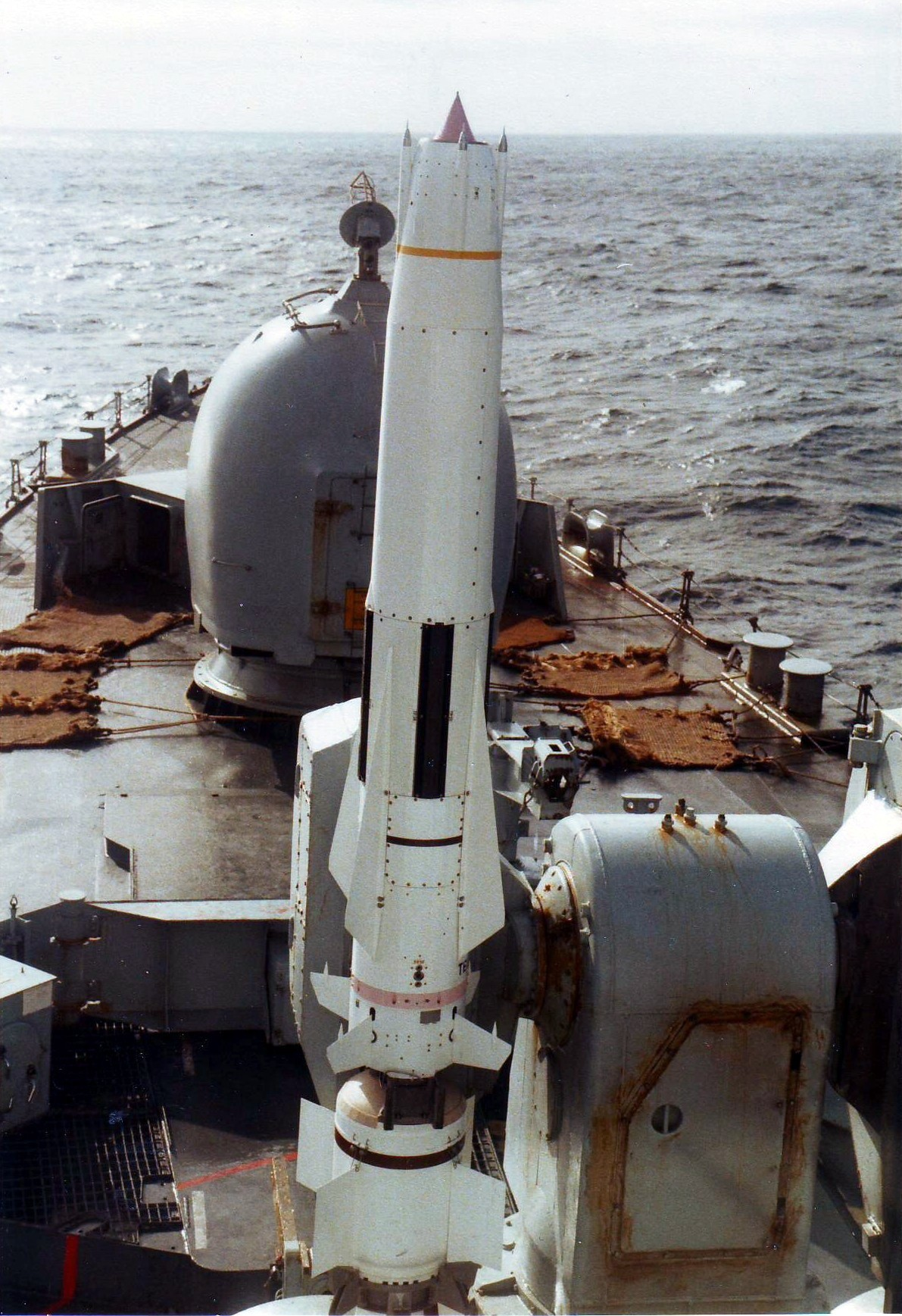
Un misil Sea Dart en el lanzador doble del HMS Cardiff. Tomada en noviembre de 1982, después de que terminara la Guerra de las Malvinas.

Los misiles Sea Dart fueron ampliamente utilizados durante la guerra de las Malvinas (1982) con siete derribos confirmados —más un helicóptero propio Aérospatiale Gazelle—. El efecto principal del Sea Dart en el teatro de operaciones fue la negación del espacio aéreo superior a aeronaves enemigas. Este aspecto fue de suma importancia para los británicos, dado que los aviones argentinos, como los Mirage, obtenían prestaciones superiores en cotas altas a diferencia de los subsónicos Sea Harrier. Los derribos confirmados de aeronaves argentinas por este misil fueron dos A-4 Skyhawk, un Aérospatiale Puma, un Electric Canberra y un Learjet 35 del 'Escuadrón Fénix.
El 9 de mayo de 1982 se produjeron dos derribos no confirmados, cuando el HMS Coventry disparó los primeros Sea Dart de todo el conflicto contra un grupo de LearJets del Escuadrón Fénix (con los indicativos Litro y Pepe) poco antes de desaparecer de los radares. El capitán del Coventry afirmó que dos Skyhawks del Grupo 4 fueron derribados, pero estos (cuyas matrículas eran C-303 y C-313) se perdieron debido al mal tiempo al sobrevolar la Isla South Jason. Los tenientes Casco y Farias perecieron al estrellarse.
El primer derribo confirmado fue el de un Puma el 9 de mayo en las cercanías de Puerto Argentino y abatido por un único Sea Dart lanzado por el Coventry, pereciendo sus tres ocupantes. Tres días antes, el HMS Glasgow mientras patrullaba con el HMS Brilliant en las cercanías de Puerto Argentino cuando fueron atacados por cuatro A-4 Skyhawks en vuelo rasante. Todos menos uno fueron derribados por misiles antiaéreos de corto alcance Sea Wolf disparados por el Brilliant. Este acontecimiento fue seguido por una segunda oleada de ataque sin que los sistemas de misiles Sea Dart o Sea Wolf pudieran hacer frente. Una bomba cayó al agua a escasa distancia del Glasgow sin llegar a explotar.
El 25 de mayo, el Coventry fue hundido por A-4 argentinos, los cuales no pudieron ser abatidos, una vez más, por los Sea Dart (aunque uno de ellos fue disparado "a ciegas", es decir, sin control de radar). El HMS Broadsword fue incapaz de derribar los aparatos ya que el Coventry, al realizar maniobras evasivas, se interpuso entre el primero y los objetivos rompiendo el blocaje radar. En ese momento el destructor fue alcanzado por tres bombas, resultando hundido en poco tiempo. Ese mismo día, un Super Etendard intentó atacar el grupo del portaaviones británico con misiles Exocet pero las contramedidas electrónicas inglesas "confundieron" al misil, que acabó alcanzando fatalmente al carguero MV Atlantic Conveyor. El Invincible disparó seis misiles en menos de dos minutos, errando todos.
El 30 de mayo, durante el último ataque aéreo con Exocet contra la flota británica se produjo el mayor número de derribos con Sea Dart, siendo confirmados al Exeter el derribo de dos A-4 (de los cuatro aviones atacantes), a pesar de que volaban a tan sólo 10-15 metros sobre el mar (en teoría la altitud mínima para el Sea Dart era de 30 metros). El 6 de junio el Exeter derribó el Learjet 35A (dañando su sección de cola) que estaba realizando labores de reconocimiento a 12 000 metros; fallando el lanzamiento de un segundo misil. Finalmente, el 13 de junio, un Canberra Mk.62 que bombardeaba desde 12 000 metros a fuerzas terrestres británicas en Mount Kent fue alcanzado fatalmente por un Sea Dart.

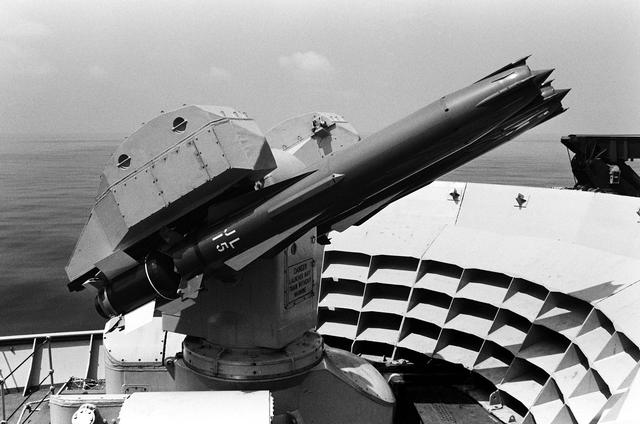
Dos Sea Dart en el HMS Invincible listos para ser lanzados.

En total los destructores Tipo 42 dispararon por lo menos dieciocho misiles Sea Dart y seis el portaaviones Invincible. Cinco de ellos iban contra helicópteros o aviones a cotas altas, de los cuales cuatro hicieron blanco; pero solo dos de los diecinueve lanzados contra aviones a baja altitud consiguieron acertar, es decir, menos de un 11 %. Sin embargo, muchos de estos disparos se realizaron sin guiado radar, simplemente para disuadir a posibles atacantes. La tasa de éxitos del Exeter puede ser parcialmente atribuida al radar Tipo 1022 que lo equipaba, el cual proporcionaba mejores prestaciones que el antiguo Tipo 965 instalado en los primeros destructores Tipo 42.  La Armada Argentina también era consciente de las capacidades y limitaciones de los Sea Dart al tener en activo dos destructores Tipo 42. Los aviones de ataque argentinos optaban por volar a baja cota por debajo de la cobertura radar que proporcionaba el Tipo 965, pero con demasiada frecuencia arrojaban bombas que fallaban al no hacer explosión: el sistema de armado mediante de las mismas no tenía el suficiente tiempo para activarse, permaneciendo la espoleta en modo seguro por lo que no funcionaba en caso de impacto.

### Guerra del Golfo
En febrero de 1991 durante la Guerra del Golfo, el acorazado USS Missouri, escoltado por el HMS Gloucester (que portaba Sea Dart) y el USS Jarrett (equipado con Phalanx CIWS), fue atacado por un misil antibuque iraquí Silkworm (también conocido como Seersucker). El Silkworm fue interceptado y destruido por un Sea Dart disparado por el Gloucester. Durante ese mismo episodio, el Phalanx CIWS de 20 mm del Jarret configurado en modo automático disparó a las contramedidas chaff lanzadas por el Missouri en vez de hacerlo contra el misil enemigo que se aproximaba a la formación. El derribo del misil antibuque fue el primero confirmado que se producía por otro misil durante un combate real, aunque el Sea Dart alcanzó la cola del Silkworm después de que éste hubiera sobrepasado al Gloucester.

### Operación de la OTAN en Libia 2011
Durante las operaciones de desminado del puerto de Misrata, el HMS Liverpool realizó fuego contra una batería de cohetes superficie-superficie BM-21 libia, disparando varios misiles SeaDart, destruyendo varios vehículos y lanzacohetes en el proceso

## Variantes
El Sea Dart ha recibido varias mejoras a lo largo de los años. Las variantes principales son las siguientes:
- Mod 0 - Versión básica de la década de 1960, usado en las Malvinas. Alcance aproximado de 40 nmi (74 km)
- Mod 1 - Versión mejorado entre los años 1983-1986. Aumentadas las prestaciones de guiado permitiendo mayor capacidad contra objetivos en vuelos rasantes.
- Mod 2 - Realizada entre 1989-1991. Se incluyó el ADIMP (Air Defence IMProvement) que reemplazaba seis viejos circuitos por uno, dejando espacio para un sistema de piloto automático.
- Mod 3 - Última versión con una nueva espoleta de infrarrojos. Entró en 2002, ocho años después de lo previsto.

El desarrollo del Sea Dart Mark 2 (también conocido como Sea Dart II, pero no confundir con el Mod 2 señalado arriba) se canceló en 1981. En teoría permitiría una mejor maniobrabilidad con nuevos controles añadidos al propulsor.

## Retirada
Los destructores Tipo 42, únicas unidades en activo equipadas con Sea Dart, están llegando al final de su vida útil, estando ya retiradas algunas unidades. Serán reemplazador por los destructores Tipo 45, de mayor desplazamiento, y que estarán equipados con el sistema de misiles PAAMS de mejores prestaciones que el Sea Dart. El primer destructor de la clase comenzó las pruebas en la mar en julio de 2007 y entrará en servicio en 2009.

## Operadores
- Argentina
  -  Armada Argentina  Retirados en 1987 debido a la falta de repuestos.
- Reino Unido
  -  Marina Real británica